# Arabkir
Der Bezirk Arabkir (armenisch Արաբկիր) ist ein Distrikt in Jerewan, der Hauptstadt von Armenien.

## Geografie
Arabkir hat eine Fläche von 12,35 km². Es liegt nördlich des Stadtzentrums und grenzt im Norden und Westen an den Fluss Hrasdan, im Süden an den Bezirk Kentron, im Osten an den Bezirk Kanaker-Zeytun und im Nordosten an den Bezirk Awan.
Es ist einer der am dichtesten besiedelten Distrikte von Jerewan. 2005 betrug die Bevölkerungszahl Arabkirs 131.600, davon waren 59.100 Männer und 72.500 Frauen. 2011 hatte Arabkir 130.600 Einwohner.

## Geschichte
Arabkir wurde am 29. November 1925 als Dorf von Armeniern gegründet, die im Völkermord von 1917 aus Arapgir in der osmanischen Provinz Malatya vertrieben wurden.

## Infrastruktur
Der Bahnhof von Arabkir liegt an der Bahnstrecke Jerewan–Sotk und diente früher als „Nordbahnhof“ von Jerewan. Seit den Auseinandersetzungen in Folge der Unabhängigkeit Armeniens weisen Strecke und Bahnhof nur noch sporadisch Betrieb auf.

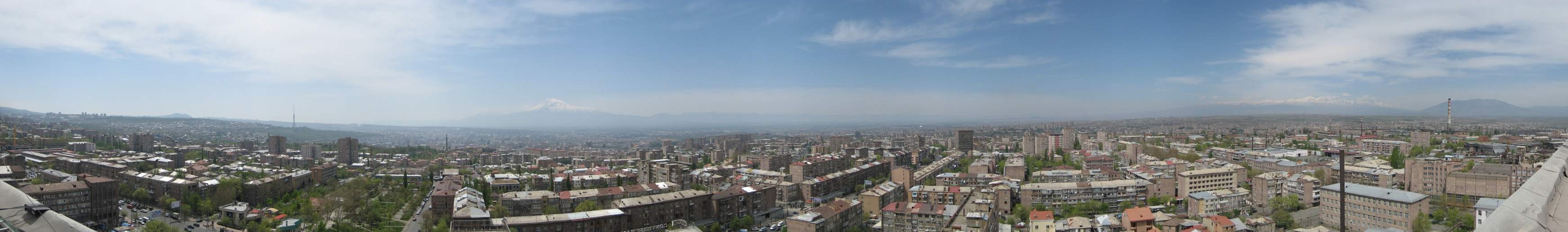
Panorama

## Städtepartnerschaften
Die Bezirksverwaltung von Arabkir arbeitet seit 2005 offiziell mit Le Plessis-Robinson zusammen, einem Vorort von Paris (Frankreich). Ferner wird seit 2006 auch mit dem Zentraldistrikt von Riga (Lettland), Antwerpens Deurne-Bezirk (Belgien) und der Stadt Şişli in Istanbul (Türkei) zusammengearbeitet. Die Bezirksverwaltung hat mit all diesen Städten und Bezirken Zusammenarbeitsvereinbarungen unterzeichnet.